# Empis dasychira
Empis dasychira är en tvåvingeart som beskrevs av Josef Mik 1878. Empis dasychira ingår i släktet Empis och familjen dansflugor. Inga underarter finns listade i Catalogue of Life.